# Adam Osborne

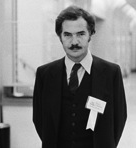
Adam Osborne (1983)

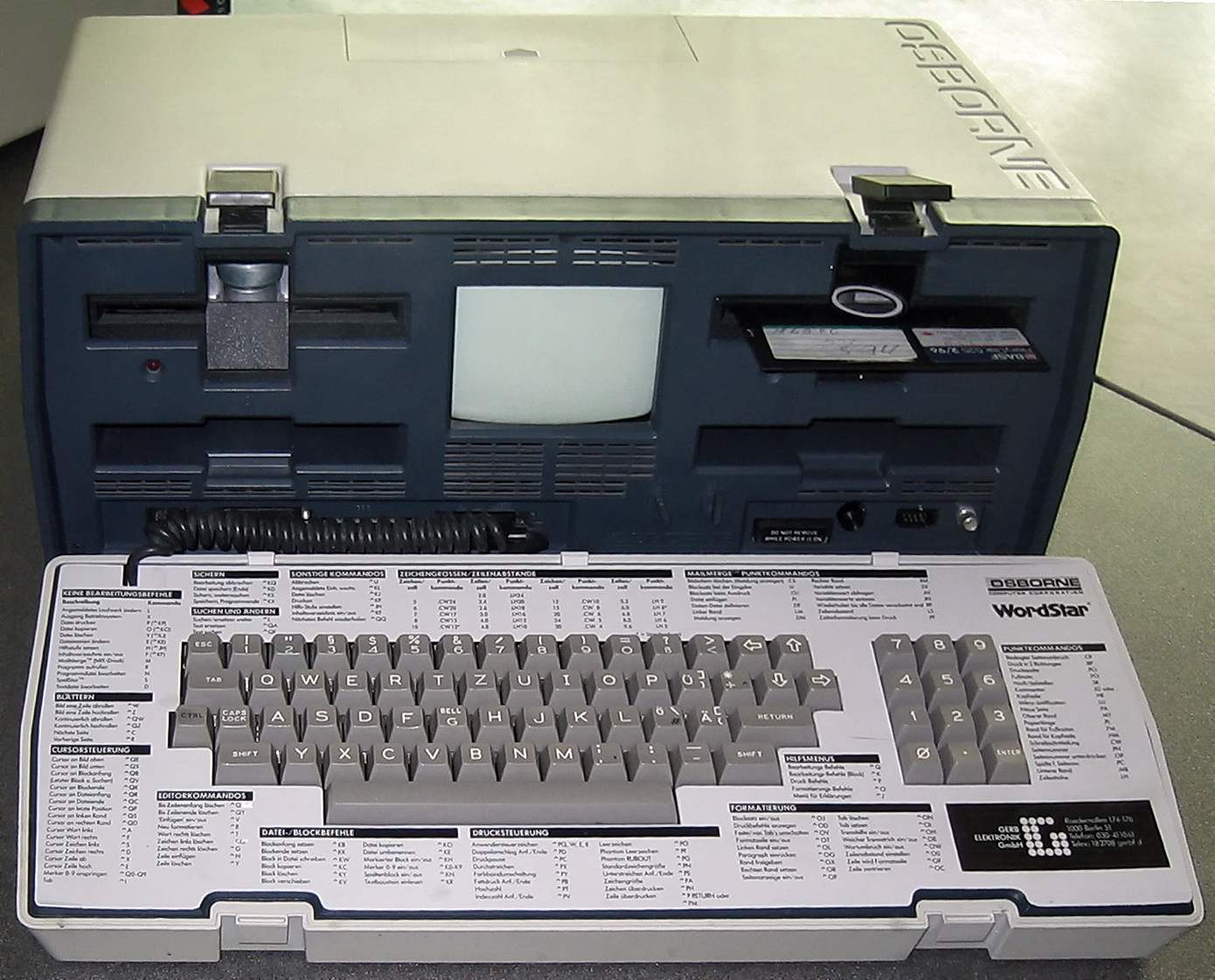
Osborne Model 1

Adam Osborne (* 6. März 1939 in Thailand; † 18. März 2003 in Kodaikanal, Indien) war ein britisch-US-amerikanischer Buchautor, Softwareentwickler und Computerdesigner sowie Gründer mehrerer Unternehmen in den USA. Er gilt als Erfinder des Laptops.

## Biographie

### Frühe Jahre und Ausbildung
Adam Osborne war der Sohn des britischen Schriftstellers Arthur Osborne (1906–1970); seine Mutter Ludka Lipszyc (1904–1987), die sich später Lucia Osborne nannte, kam aus dem polnischen Teil Schlesiens. Seine ältere Schwester war die Schauspielerin Katya Douglas.
Adam Osborne wurde in Thailand geboren, verbrachte jedoch einen großen Teil seiner Kindheit und Jugend in Indien im unmittelbaren Umfeld des Mystikers Ramana Maharshi, dessen Anhänger seine Eltern waren. Ab 1950 absolvierte Osborne eine Schulausbildung in Großbritannien. Danach studierte er an der University of Birmingham und ging 1961 in die USA, wo er seine Promotion an der University of Delaware abschloss. Am 26. November 1968 wurde ihm die amerikanische Staatsbürgerschaft zugesprochen.

### Berufliche Laufbahn

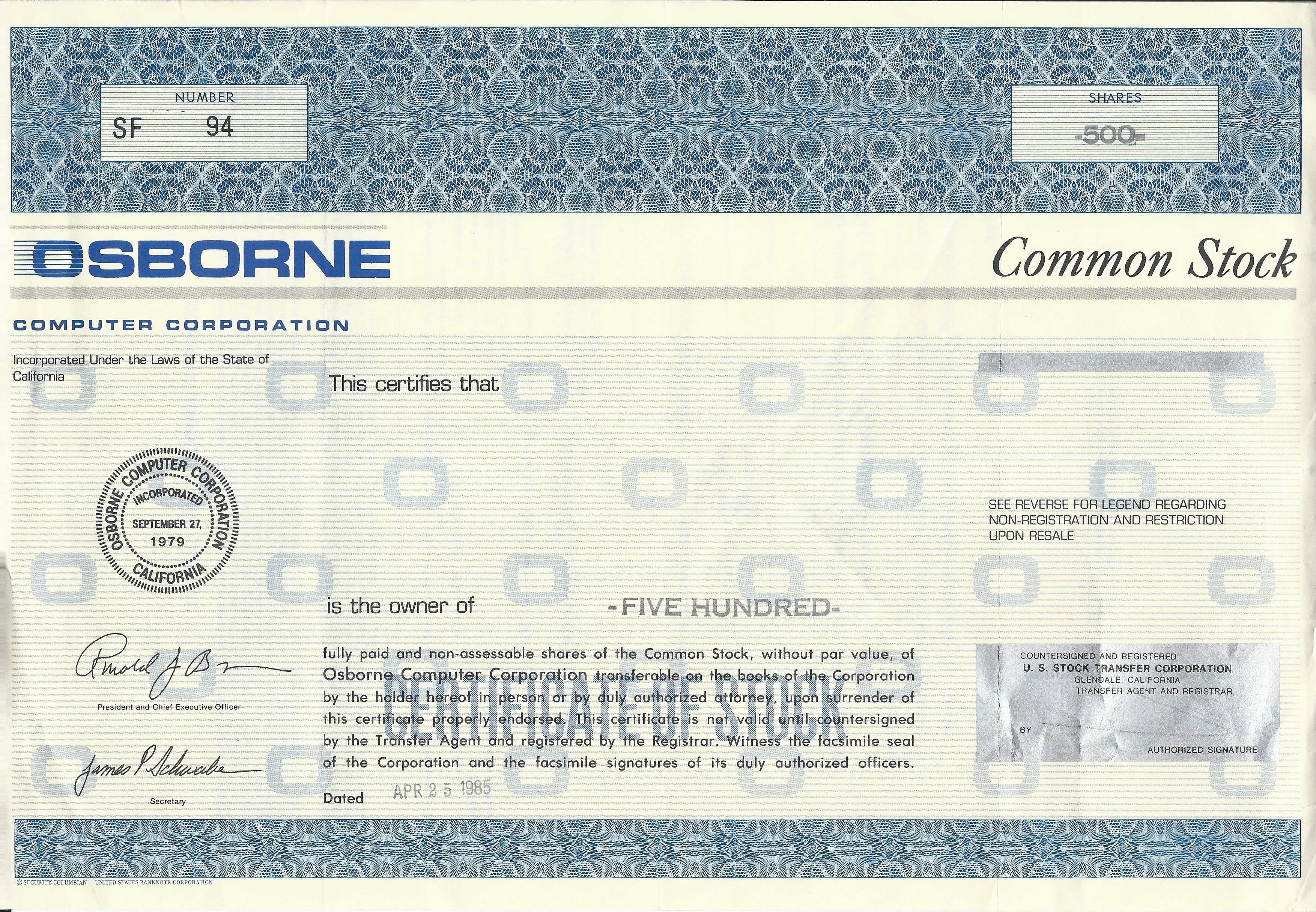
Aktie der Osborne Computer Corporation

Seine berufliche Laufbahn begann Osborne bei der Shell Oil Company, dem amerikanischen Ableger von Royal Dutch Shell. In den frühen 1970er Jahren verließ er den Konzern jedoch wieder, um seiner Leidenschaft für Computer nachzugehen. Um 1975 gehörte Osborne dem bekannten Homebrew Computer Club an und war häufig auf den Treffen des Clubs zu finden.
1980 gründete Osborne die Osborne Computer Corporation mit dem Ziel, einen tragbaren Computer zu entwickeln. Im April 1981 stellte Osborne den ersten Laptop Osborne 1, Modell 1, vor. Der Rechner wog 12 kg und kostete bei der Einführung auf dem Markt in den USA 1.795 US-Dollar. Als Betriebssystem für den Rechner wurde CP/M 2.2 verwendet, und im Rechner wurde eine Zilog Z80-CPU mit 4,0 MHz eingesetzt.
Die Osborne Computer Corporation musste am 13. September 1983 Konkurs anmelden. Aus der Insolvenz ging zunächst ein Unternehmen ohne Beteiligung von Adam Osborne hervor, das noch den Osborne Vixen und den auf dem Morrow Pivot basierenden Osborne 3 produzierte, bevor der Hersteller schließlich 1985 definitiv in Konkurs ging. Das Unternehmen ging über den nach ihm benannten Osborne-Effekt in die Wirtschaftsgeschichte ein: Als Grund für den Konkurs wurde nämlich eine zu frühe Ankündigung von Nachfolgemodellen für den Osborne 1 ausgemacht. Diese Ankündigung ließ den Verkauf der aktuellen Modelle stark zurückgehen. In der Erwartung auf den nächsten, besseren Osborne sank das Interesse an dem aktuellen Osborne 1. Angeblich stand dem Unternehmen dadurch weniger Kapital zur Verfügung, um die Entwicklung des Osborne 2 zum Abschluss zu bringen. Neuere Quellen sagen, dass für den Untergang des Unternehmens jedoch Fehlmanagement verantwortlich war.

### Karriere als Buchautor
Bereits 1972 hatte Osborne ein Unternehmen gegründet, das sich auf die Herausgabe von einfach zu lesenden Computerbüchern spezialisierte. Bis 1977 hatte der Verlag Osborne & Associates 40 Titel im Programm und 1979 wurde er von McGraw-Hill gekauft und als Osborne/McGraw-Hill weitergeführt.
Nach dem Konkurs der Osborne Computer Corporation schrieb Osborne gemeinsam mit John C. Dvorak ein Buch über das Projekt mit dem Titel Hypergrowth: The Rise and Fall of the Osborne Computer Corporation, das in den USA 1985 erschien und zum Bestseller wurde.
1984 gründete Osborne erneut ein Unternehmen namens Paperback Software International Ltd., ein Softwareverlag, der sich auf kostengünstige Software spezialisierte. Eines der Projekte war der VP-Planner, ein Billigklon von Lotus 1-2-3. 1987 verklagte Lotus Software das Unternehmen und im Jahr 1990 kam der Fall vor Gericht, wo Paperback der Urheberrechtsverletzung im Aussehen und in der Interfacenutzung für schuldig befunden wurde. Osborne verließ Paperback Software im gleichen Jahr.

### Die letzten Lebensjahre
Nachdem 1992 eine Gehirnerkrankung ausgebrochen war, zog Osborne zu seiner Schwester Katya nach Indien, in den letzten Lebensjahren wurde er von ihr betreut. Er starb 2003 in einem Aschram in Kodaikanal, Indien.